# Marek Kalmus
Marek Kalmus (ur. 6 września 1951 w Krakowie) – polski filozof, orientalista, tybetolog, fotografik i wspinacz.

## Życiorys
Jest absolwentem geologii na Akademii Górniczo-Hutniczej w Krakowie. Wiedzę pogłębiał w Studium Trenerów Alpinizmu na Akademii Wychowania Fizycznego w Krakowie (bez dyplomu). Ukończył też indywidualny tok studiów z filozofii i kulturoznawstwa orientalnego w Instytucie Filozofii Uniwersytetu Jagiellońskiego (w latach 1981–1986; praca magisterska zatytułowana Hermeneutyka sztuki tybetańskiej). Doktoryzował się w 2006 na podstawie pracy Symbolika i znaczenie tybetańskiego rytuału „Pho-bar rdo-gchog” w Instytucie Religioznawstwa UJ.
Związany z górami od dziecka (w dużej mierze z inspiracji ojca). Od 1971 roku przewodnik tatrzański. Były instruktor Polskiego Związku Alpinizmu i ochotnik Grupy Tatrzańskiej GOPR (teraz TOPR). Uczestnik wypraw speleologicznych m.in. do jaskiń Austrii, Iranu, Libanu. Od 1974 roku regularne jeździ na wyprawy wspinaczkowe do Azji, zaczynając od wyjazdów w góry i do jaskiń Iranu. Wspinał się w Iranie (1974 i 1975), Hindukuszu Wysokim (Afganistan 1976, 1977 oraz Pakistan 1978), w Himalajach Kaszmiru (1983) i Karakorum (1984). Prowadził pionierskie badania geologiczne podczas wypraw Krakowskiego Klubu Wysokogórskiego w Hindukuszu Wysokim (Afganistan i Pakistan) oraz własnych wypraw badawczych w latach 1979 i 1980. Prowadził też wiele autorskich trekingów oraz wędrował też sam po Himalajach Nepalu, Indii, Bhutanu, Sikkimu i Arunachal Pradesh. Posiada wielkie archiwum unikalnych zdjęć z tych terenów.
W latach 1976–1981 pracował jako mineralog i petrograf w Oddziale Karpackim Instytutu Geologicznego w Krakowie, zajmując się m.in. egzotykami karpackimi.
Zajmuje się studiami tybetańskimi od 1981 roku. Odbył liczne wyjazdy studyjne do Tybetu (ChRL) i na tereny tybetańskie w Indiach (Spiti, Lahaul, Ladakh, Zanskar, Nubra), Nepalu (Mustang, Helambu, Solo Khumbu), Bhutanie, Sikkimie i Arunachal Pradesh (Tawang i okolice). Po licznych wyjazdach studyjnych i pobytach w klasztorach tybetańskich stał się ekspertem w dziedzinie ikonografi i sztuki wadżrajany. W związku z nabytym doświadczeniem został zaproszony do międzynarodowego zespołu tybetologicznego – Thangstong Gyalpo Project. Wykładał filozofię orientalną, a także sztukę, ikonografię i rytuały buddyzmu tybetańskiego na Uniwersytecie Jagiellońskim. Opracował kolekcję sztuki tybetańskiej dla Muzeum Azji i Pacyfiku w Warszawie. Był autorem i kuratorem wystaw sztuki tybetańskiej oraz wystaw fotograficznych poświęconych Tybetowi i jego kulturze (m.in. Kraków, Warszawa, Koszalin, Białystok), konferencji naukowych, a także wykładów popularnonaukowych dotyczących studiów tybetańskich i sakralnej sztuki Tybetu. W uznaniu za zasługi na polu propagowania unikalnej, duchowej i materialnej kultury Tybetu został w 2008 roku Laureatem Nagrody Specjalnej „Kolosy”.
Od 1989 organizuje w Krakowie kursy tradycyjnej medycyny chińskiej. prowadząc najstarszą i największą szkołę medycyny chińskiej w Polsce – aktualnie pod nazwą Instytut Medycyny Chińskiej i Profilaktyki Zdrowia. Blisko współpracuje z Guanxi University of Chinese Medicine w Nanningu oraz Shanghai University of Traditional Chinese Medicine w Szanghaju – odbywał tam krótkie staże kliniczne oraz prowadził wykłady i seminaria dla studentów i pracowników wydziałów (Shanghai 2018, Nanning 2019). Był założycielem (2007) i wieloletnim prezesem Polskiego Towarzystwa Tradycyjnej Medycyny Chińskiej (PTTMC), a od 2018 roku jest prezesem honorowym PTTMC. Od 2013 roku jest też członkiem European Traditional Chinese Association (ETCMA). W 2018 roku został wybrany jako członek komitetu wykonawczego World Federation of Acupuncture-Moxibustion Societies z siedzibą w Pekinie (WFAS). Okazjonalnie prowadzi wykłady na temat medycyny chińskiej dla pracowników i studentów Wydziału Farmakologii Collegium Medicum UJ. Od 2017 roku wykłada na studiach podyplomowych w Instytucie Bliskiego i Dalekiego Wschodu UJ „Systemy medyczne Chin”. Bierze też udział jako wykładowca w międzynarodowych kongresach medycyny chińskiej.
Jest też właścicielem firmy Marek Kalmus Consulting istniejącej od 1992 oraz jest współwłaścicielem i dyrektorem zarządzającym Centrum Medycyny Chińskiej w Krakowie – największej tego typu placówki leczniczej na południu Polski.

## Publikacje
Jest autorem m.in. następujących książek:
- Istota sztuki buddyzmu tybetańskiego (1986),
- Chiny, kuchnia... tajemnice medycyny (1990),
- Świadomość zwyczajna, świadomość przebudzona (1995),
- Tybet. Legenda i rzeczywistość (2000, 2008, 2009),
- Tybet. Wyprawy marzeń (2007)[1],
- Tybet (album fotograficzny)[2].